# نيتونسليان الأول
نيتونسليان الأول (நெடுஞ்செழியன்، . ق. قبل الميلاد 270) كان ملكًا بانديانيًا مبكرًا. أُطلق عليه لقب Āriyappaṭai-kaṭanta Neṭuñceḻiyaṉ وهو ما يدل على هزيمته لـالآريين الشماليين. 

## الأدلة الأثرية
ورد اسمه في نقوش مانجولام التي تعود إلى القرن الثالث قبل الميلاد، حيث تشير النقوش إلى أن عمال نيتونيتشيياني الأول، ملك بانديا في عصر سانجام (حوالي 270 ق.م)، قاموا بصناعة أسرّة حجرية للرهبان الجينيين.

## في الثقافة الشعبية
كان نيتونيتشيياني أيضًا ملكًا في ملحمة سيلاباتيكرام التي ألفها الشاعر إيلانجو أديجال. وتروي القصة أن أديجال توفي لاحقًا حزنًا، إثر كسر قلبه، برفقة زوجته الملكة كوبرونديفي.

## ملحوظات
1. ↑  (أيزو 15919  [لغات أخرى]‏)

## قراءة إضافية
- Sastri، K. A. Nilakanta. A History of South India: From Prehistoric Times to the Fall of Vijayanagar. ص. 115.